# Saga (kejsare)
Saga, född 786, död 842, var regerande kejsare av Japan mellan 809 och 823.